# Wamberto
Wamberto de Jesus Sousa Campos – noto solo come Wamberto – (Cururupu, 10 dicembre 1974) è un ex calciatore brasiliano, di ruolo centrocampista o attaccante.
Anche i suoi figli Danilo e Wanderson sono calciatori.

## Carriera
Ha giocato nella massima serie belga con Seraing, Standard Liegi e Mons, e nella massima serie olandese con l'Ajax.

## Palmarès
- Eredivisie: 2

Ajax: 2001-2002, 2003-2004
- Coppa dei Paesi Bassi: 2

Ajax: 1998-1999, 2001-2002
- Supercoppa dei Paesi Bassi: 1

Ajax: 2003